# 陈潮钿
陈潮钿（1965年—），广东汕头人，汉族，中华人民共和国政治人物、第十一届全国人民代表大会广东地区代表。
毕业于中山大学工商经济管理专业。担任广东东方锆业科技股份有限公司董事长。2008年起担任全国人大代表。